# Леди Магбет Мценског округа (опера)
Леди Магбет Мценског округа (Леди Макбет Мценского уезда) је опера у четири чина руског композитора Дмитрија Шостаковича (Дмитрий Шостакович), опус 29. Композитор је касније прерадио оперу под новим именом „Катерина Измајлова“ (Катерина Измайлова), опус 114, у којој је додао два нова интерлудија, детаљно је прерадио трећу сцену првог чина, и начинио мање преправке на другим местима. Шостакович је био склонији новој верзији, али се од његове смрти прва, опус 29, уз неке ране измене, чешће изводи.
Опера говори о усамљеној жени у Русији XIX века, која се заљубљује у једног од слугу и због њега убија најпре свекра, а затим и мужа. Дело, иако модернијег стила, у себи садржи и елементе експресионизма и веризма.

## Либрето
Александер Прејс (Александер Прейс) и Дмитри Шостакович према истоименој причи Николаја Љескова (Николай Лесков)

## Праизведба
- Прва верзија – „Леди Магбет Мценског округа“, опус 29.

22. јануар 1934, Лењинград
- Друга верзија – „Катерина Измајлова“, опус 114.

26. децембар 1962, Москва

## Праизведба у Србији
- „Леди Магбет Мценског округа“

1938, Београд
- „Катерина Измајлова“

14. октобар 2006, Нови Сад у Српском народном позоришту (претпремијера - 10. октобар 2006, Београд у Сава центру у оквиру БЕМУС-а)

## Ликови и улоге
| Борис Тимофејевич Измајлова () | трговац ()                  | високи бас |
| Зиновиј Борисович Измајлов ()  | његов син ()                | тенор      |
| Катерина Љвовна Измајлова ()   | жена Зиновија Борисовича () | сопран     |
| Сергеј ()                      | радник код Измајлових ()    | тенор      |
| Аксиња ()                      | радница код Измајлових ()   | сопран     |
| Одрпанац (Сеоски пијанац) ()   | радник код Измајлових ()    | тенор      |
| Надзорник ()                   | радник код Измајлових ()    | бас        |
| Пазикућа ()                    | радник код Измајлових ()    | бас        |
| Први радник ()                 | код Измајлових ()           | тенор      |
| Други радник ()                | код Измајлових ()           | тенор      |
| Свештеник ()                   |                             | бас        |
| Инспектор полиције ()          |                             | бас        |
| Локални нихилиста ()           |                             | тенор      |
| Полицајац ()                   |                             | бас        |
| Стари робијаш ()               |                             | бас        |
| Соњетка ()                     | робијашица ()               | алт        |
| Робијашица ()                  |                             | сопран     |
| Подофицир ()                   |                             | бас        |
| Стражар ()                     |                             | бас        |
| Дух Бориса Тимофејевича ()     |                             | хор басова |

Радници и раднице код Измајлових – Гости на венчању – Полицајци – Робијаши и робијашице – Оружани пратиоци конвоја

### чин

#### Сцена 1.
Катеринина соба: Катерина је несрећно удата за Зиновија, богатог трговачког сина. Жали се на своју усамљеност. Њен свекар, Борис Тимофејевич, је криви што и после пет година брака, Зиновиј још нема наследника. Али, она криви свог мужа који није заинтересован за њу. Зиновиј одлази јер је на њиховом млину пала брана и Борис натера Катерину да се на икони закуне да ће му бити верна. Служавка, Аксиња, Катерини говори о новом радинку, Сергеју, да је познати женскарош и да је са последњег радног места отеран јер се спетљао са газдарицом.

#### Сцена 2.
Двориште код Измајлових: Сергеј и мушкарци који су запослени код Измајлових се поигравају са Аксињом. Катерина их прекине и оптужује да су се окомили на њу само зато што је жена. Сергеј је изазове на двобој рвањем. Он је јачи од ње и сруши је, али Катерина га повуче за собом. Борис их тако затекне и, иако се Катерина правда да се спотакла и пала, он ипак сумња и прети да ће све рећи Зиновију када се врати кући.

#### Сцена 3.
Катеринина соба: Катерина се спрема на спавање. Долази Сергеј под изговором да жели да позајми књигу јер му је досадно. Улази у разговор са Катерином и успева да је заведе.

### чин

#### Сцена 4.
Двориште: Ноћ је, недељу дана касније. Борису се чини да је чуо некога у дворишту и кренуо је у обилазак. Види Сергеја како излази из Катеринине собе кроз прозор. Ухвати га и ишиба га, а након тога закључа у подрум. Катерина му донесе печурке које су остале од вечере, а у које је ставила отров за пацове. Док Борис умире она узима кључеве и ослободи Сергеја. Борис на самрти говори да цркава као пацов и понавља „она, она!“, али нико то не схвата.

#### Сцена 5.
Катеринина соба: Катерина и Сергеј су заједно. Након што он заспи, њој се јави Борисов дух. Одједном, неко се чује у ходнику: Зиновиј се вратио. Сергеј се сакрије, али Зиновиј примети да је кревет за двоје намештен и нађе мушки појас крај кревета. Он схвата истину и почне да туче Катерину, али Сергеј излети и убије га. По мраку, Катерина и Сергеј сакрију Зиновијев леш у подрум.

### чин

#### Сцена 6.
Двориште Измајлових, поред подрума: Катерина и Сергеј се спремају за венчање. Катерина се стално плаши да ће неко открити Зиновијев леш. Они одлазе, а поијанац искористи прилику да се прикраде и обије подрум, јер види да газдарица стално обилази улаз и он мисли да доле крије вотку. Видевши леш он отрчи по полицију.

#### Сцена 7.
Полицијска станица: Полицајци се жале на ниску плату и критикују Катерину Измајлову што их није позвала на венчање. Ипак, надају се да ће имати неки разлог да оду тамо. Када пијанац упадне и каже им за леш, они срећно похрле за њим.

#### Сцена 8.
Башта код Измајлових: Сви гости су већ пијани и дремају. Катерина примети да су врата подрума обијена и уплашена тера Сергеја да покупи паре из куће и да побегну. Но, полиција стиже и она се предаје.

### чин

#### Сцена 9.
Привремени камп за осуђенике: Међу осуђеницима који иду у Сибир су и Катерина и Сергеј. Она плати стражару да је пусти до Сергеја, којег и даље воли, али он је криви за све и тера је. Када Катерина оде, Сергеј покушава да заведе другу робијашицу, Соњетку. Она тражи доказ његове љубави и каже да јој је јако хладно на ноге. Сергеј превари Катерину да му дâ своје, и даје их Соњетки. Она и остале робијашице исмевају Катерину. Она побесни, дохвати Соњетку и баци је у ледену реку, па се баци за њом. Стражари скупљају затворенике и терају их да крену даље.